# Батуево
Батуево — деревня в Дзержинском районе Калужской области Российской Федерации. Входит в состав сельского поселения «Деревня Никольское».
Расположена у берегов рек Песчанка и Медынка в 10 км к юго-востоку от Медыни.

## История
Батуев — сын Батыя. Историческое название Стан-Клин.
В 1782 году принадлежала Матрене Ивановне Позняковой.
В XIX веке называлось Станки Батуево.

## Население
| 2002 | 2010 |
| ---- | ---- |
| 26   | ↘13  |